# 広州地下鉄2号線
広州地下鉄2号線（こうしゅうちかてつ2ごうせん、中文表記: 广州地铁2号线、英文表記: Guangzhou Metro Line 2）は、中華人民共和国広東省広州市白雲区の嘉禾望崗駅から番禺区の広州南駅までを結ぶ広州地下鉄の路線。広州地鉄集団有限公司が運営する。ラインカラーは■青。路線距離31.8キロ、南北方向で24駅、1車両基地と1停車場がある。6両編成のA型列車を使用している。

## 概要
現在の2号線は南北方向で、番禺区の広州南駅から、洛浦の西部を貫き、珠江を渡ると海珠区に入る。海珠バスターミナル、東暁南路を通過したら江南大道に沿って北へ進み、海珠橋の西側およそ50メートルの位置で再度珠江を渡る。海珠広場を貫き、広州起義路、人民公園や中山紀念堂の西側の連新路、越秀公園の西側の解放北路、三元里大道に沿って北へ進み、そして旧白雲空港の地域を貫いて東北へ進み、嘉禾望崗に至る。
運転指令所は公園前駅の地上にある公園前コントロールセンター。該当運転指令所は1号線、2号線、8号線（旧2号線）の指令業務を行っている。
車両基地は嘉禾車両基地といい、嘉禾望崗駅の北東に位置し、2・3号線の共同車両基地として機能している。2号線は該当車両基地の南半部、そして広州南駅の北西にある大洲停車場を使用している。
路線切り替えるまでの旧2号線は中国本土初で、全線でホームドア、集中式冷房装置、剛体架線式集電装置を設置し、コイン型乗車券を発行する地下鉄路線であった。

## 沿革

### 計画

1987年案の「十字線網」構想

- 1987年 - フランスの投資を導入し旧2号線の構想は検討され始めた。

当初の計画は現1号線と旧2号線が並立していた「十字線網」構想であった。北へ新市に接続し、南は昌崗から赤崗に接続する案でした。
その後政治的理由でドイツの投資を導入するように変更した。
- 1997年 - 『広州市城市快速軌道交通線網規劃研究（最終報告）』が発表。

該当計画では十字線網の2号線を両分し、現2号線・8号線の雛形が現れた。北は新市よりさらに北へ新空港に接続し、支線を設置し江高まで接続する。南は現広州南駅に行かず、南洲で南東に曲がって後滘村に接続する案でした。
- 2000年 - 2000年計画案が発表。

当案では、江高支線は放棄され、現24号線計画の一部となった。嘉禾から新空港までの路線は2号線計画から切り離されて機場快線となり、現在3号線となった。南は広州南駅まで南へ延伸する案となった。南洲 - 後滘村間は現広仏線の一部となった。
- 2003年 - 2003年計画案が発表。

当案では、2000年計画案が確定されたが、当時海珠区南部はまだ都市開発されていなかったほか、広州交易会が琶洲の広州国際会議展覧センターで行われるようになるため、海珠区北部、すなわち昌崗 - 赤崗間のほうか需要が逼迫していた。これらを受けて、2000年案をもとに「十字線網」構想を復活させ、2号線の三元里 - 江南西間と8号線の暁港 - 琶洲間を先行建設し、仮の旧2号線として運営することにした。江南西 - 暁港間では今後2つの独立路線として延伸・切り替えできるよう予備用の線路を併設する予定であった。

### 旧2号線の建設
- 1998年7月28日 - 建設工事着工。[4]
- 2001年2月14日 - 市二宮駅で浸水・孔壁崩壊事故が発生し作業員1人死亡。[5]
- 2001年8月19日 - 三元里駅付近のトンネル工事で作業員1人が崩壊した岩石に打たれて土に埋められ死亡。[6]
- 2001年8月23日 - 客村駅構造工事完了。該当駅は工事はじめてから旧2号線（現8号線）・3号線の乗換駅にされた。[7]
- 2001年9月5日 - レール敷設工事が公園前駅より開始。[8]
- 2002年11月29日 - 最初の列車（列車番号2x4344、現01x059060、1号線に配属している）がドイツから広州に運送された。

### 旧2号線の運営

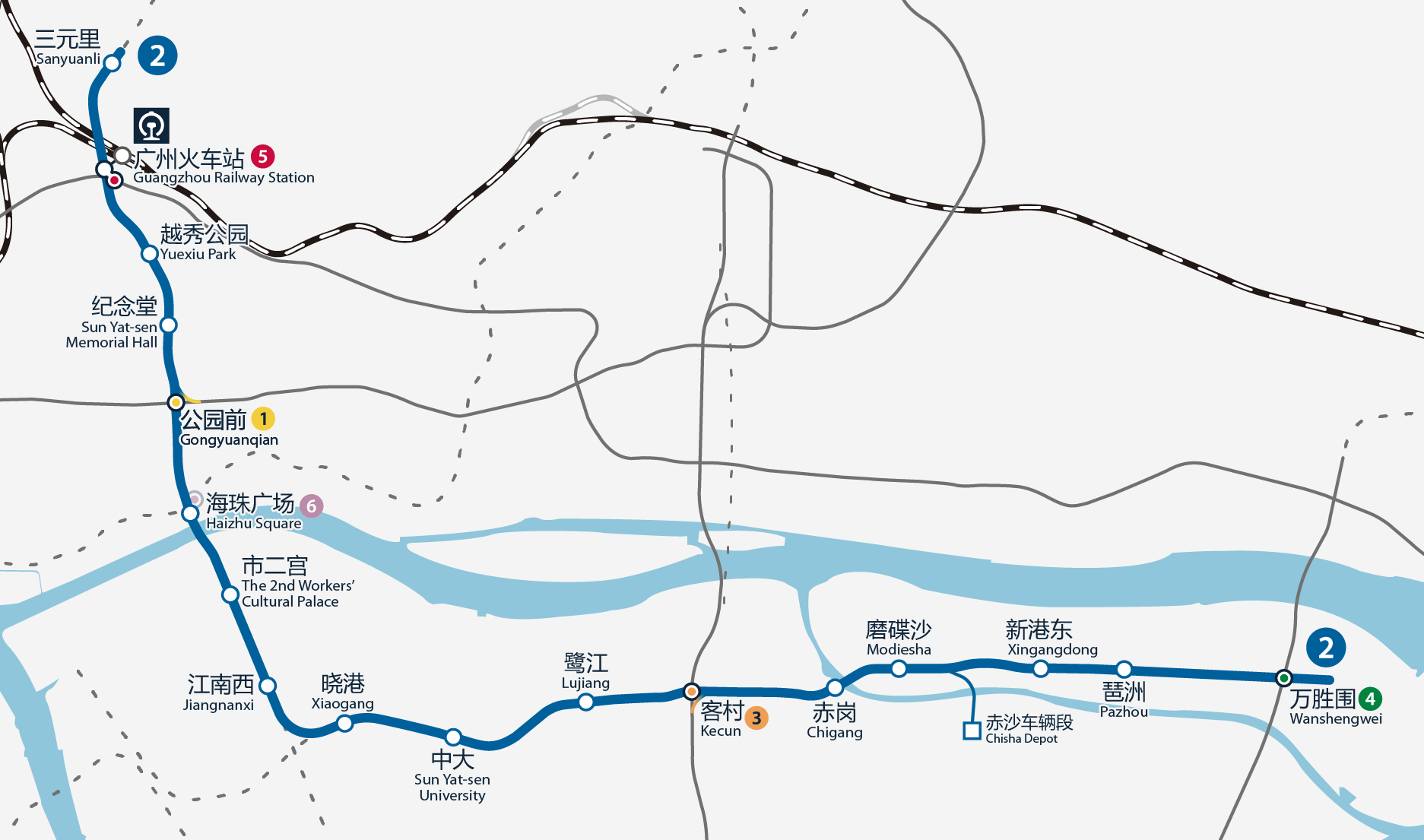
2010年路線切り替えまでの2号線

- 2002年12月29日 - 三元里 - 暁港間開業。開業時から全駅にホームドアを設置。[9]当時列車不足のため、1号線から列車6列を臨時応援させた。

該当区間の開業により、公園前駅は広州地下鉄初の乗換駅となる。
- 2003年5月8日 - 暁港 - 琶洲間延長線設備整備のため全線運休。
- 2003年6月28日 - 暁港 - 琶洲間（現8号線区間）延伸開業。全線運転再開。[10]

旧2号線は磨碟沙駅南東にある赤沙車両基地を使用することにあった。
- 2003年11月28日 - 2号線初の中国産列車が長春で生産完了。
- 2005年7月21日 - 江南西駅付近の建築工事で陥没事故が発生。これを受けて、安全性の考慮により市二宮 - 中大間23時間58分間ほど運休。[11]
- 2005年12月26日 - 琶洲 - 万勝囲間（現8号線区間）延伸開業。[12]
- 2009年旧正月 - 春運特別直通快速列車を運転。

### 路線切り替え

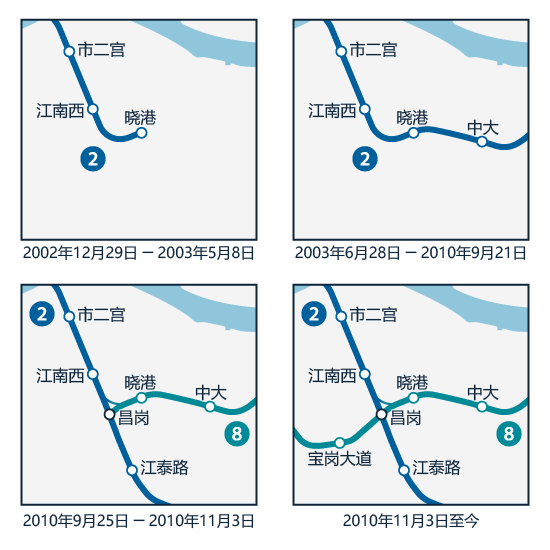
路線切り替え

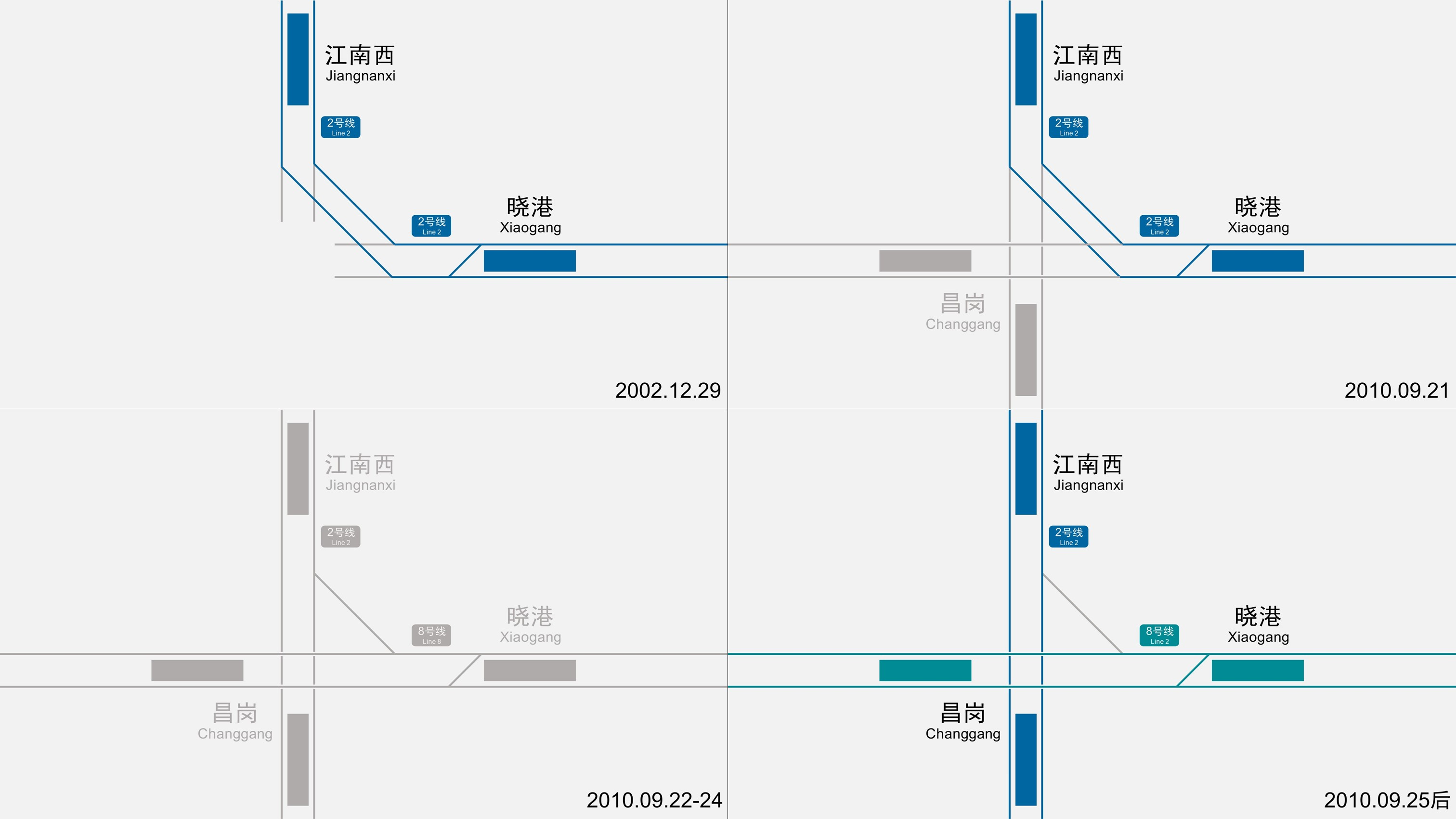
路線切り替えでの線路改正

- 2004年末 - 8号線沙園駅と2号線南洲駅では試験的に建設工事着工。
- 2007年6月 - 2号線・8号線延伸建設工事が国家発改委に批准された。
- 2007年8月 - 2号線・8号線延伸建設工事が全面的に着工。[13]
- 2009年7月19日 - 2号線・8号線延伸線トンネル掘進工事が完了。[14]
- 2010年3月22日 - 2号線・8号線延伸線レール敷設工事が完了。
- 2010年3月30日 - 2号線・8号線延伸線電力設備が整備完了。
- 2010年6月16日 - 2号線北延伸線が試運転開始。

- 2010年9月21日夜 - 万勝囲駅への最終列車の後、旧2号線がサービス終了。
- 2010年9月21日 - 路線切り替え・延長線設備整備のため旧2号線全線運休。
- 2010年9月25日 - 嘉禾望崗 - 広州南駅間が新2号線として開業。

嘉禾車両基地および大洲停車場が新2号線に使用されるようになる。
暁港 - 万勝囲間、赤沙車両基地は8号線に編入される。
路線切り替えにより、昌崗は新2号線・8号線の乗換駅となる。
江南西 - 暁港間は、江南西駅→暁港駅の線路のみ連絡線として残され、それ以外はレールが撤去され、トンネルが封鎖される。

### 新2号線の運営
- 2010年旧正月 - 春運特別直通快速列車を運転停止。春運特別車両の導入を開始。
- 2012年1月2日晚上およそ6時半 - 広州駅にある1台のエスカレーターは乗客の不正利用により損害を受けたが、死傷者なし。[15][16]
- 2012年7月17日 - 初の中国産牽引伝動A型列車（社内型番A5，番号08x103-08x104）がサービス開始。
- 2013年1月8日 - ダイヤ改正により、三元里 - 江泰路間の朝ラッシュ快速列車を運転開始。[17]
- 2015年 - 春運特別車両の導入を中止。[18]
- 2016年8月29日 - 駅ナンバリング表示工事完了。[19]
- 2017年1月5日 ダイヤ改正により、毎週日に広州南駅始発嘉禾望崗行き快速列車を最終列車の後に運転開始。
- 2019年12月20日 - 新2号線北延伸線の利用者増加および14号線の開業を受け、ダイヤ改正を行い、快速列車を嘉禾望崗 - 江泰路間に変更。[20]

## 駅一覧

### 現在の路線

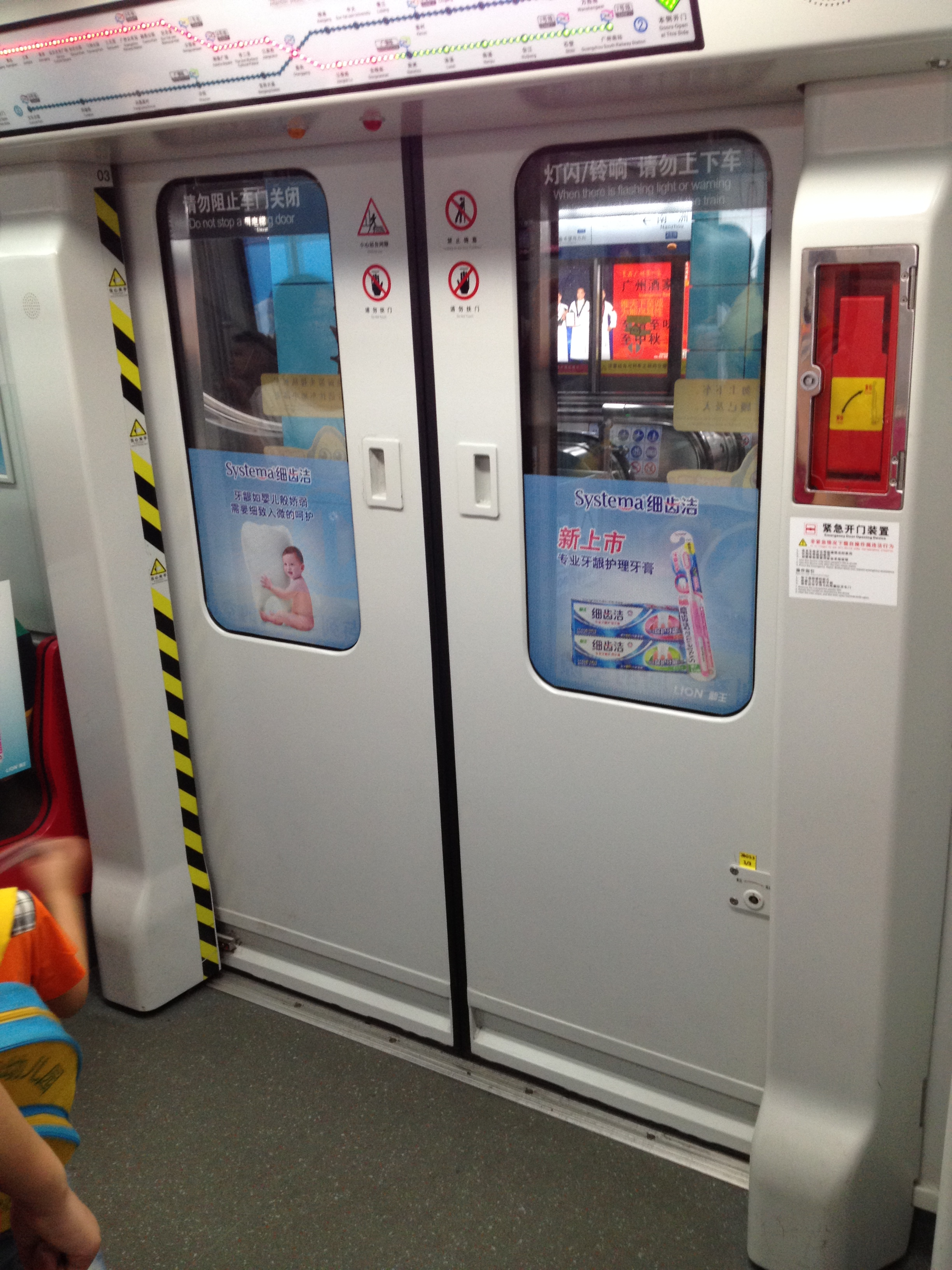
電車のドア

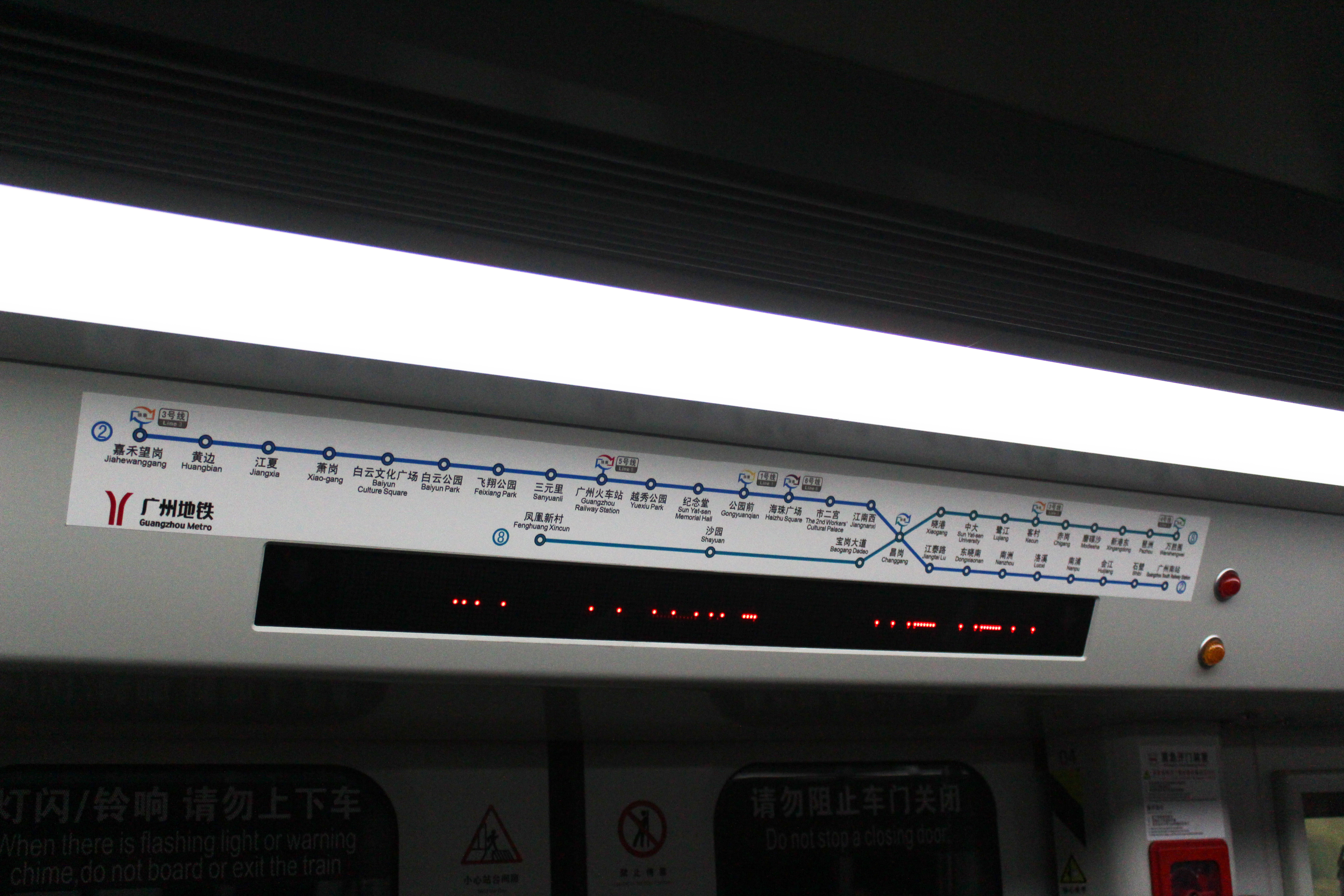
液晶ディスプレイ

現在の路線は2010年9月25日以降の路線である。
●色：各駅停車の通常運転系統、●色：特定区間。
●：両方面行き、▲：片方面行き、△：片方面行きで降車のみ、｜：停車せず。
| 回送 終電 | ラッ シュ | 各駅 停車 | 駅番号 | 駅名           | 駅名           | 駅名                             | 駅間 キロ | 営業 キロ | 接続路線・備考                                                                                        | 所在地       | 所在地 |
| 回送 終電 | ラッ シュ | 各駅 停車 | 駅番号 | 日本語         | 簡体字中国語   | 英語                             | 駅間 キロ | 営業 キロ | 接続路線・備考                                                                                        | 所在地       | 所在地 |
| --------- | --------- | --------- | ------ | -------------- | -------------- | -------------------------------- | --------- | --------- | --- | ------------ | ------ |
| △         | ●         | ●         | 224    | 嘉禾望崗駅     | 嘉禾望岗站     | Jiahewanggang                    | 1.82      | 31.34     | ■3号線 325 ■14号線 1401                                                                               | 広東省広州市 | 白雲区 |
| ｜        | ●         | ●         | 223    | 黄辺駅         | 黄边站         | Huangbian                        | 1.25      | 29.52     | | 広東省広州市 | 白雲区 |
| ｜        | ●         | ●         | 222    | 江夏駅         | 江夏站         | Jiangxia                         | 1.55      | 28.27     | | 広東省広州市 | 白雲区 |
| ｜        | ●         | ●         | 221    | 蕭崗駅         | 萧岗站         | Xiao-gang                        | 1.04      | 26.72     | | 広東省広州市 | 白雲区 |
| ｜        | ●         | ●         | 220    | 白雲文化広場駅 | 白云文化广场站 | Baiyun Cultural Square           | 1.03      | 25.68     | ■12号線（未開業）                                                                                     | 広東省広州市 | 白雲区 |
| ｜        | ●         | ●         | 219    | 白雲公園駅     | 白云公园站     | Baiyun Park                      | 1.62      | 24.65     | | 広東省広州市 | 白雲区 |
| ｜        | ●         | ●         | 218    | 飛翔公園駅     | 飞翔公园站     | Feixiang Park                    | 1.17      | 23.03     | | 広東省広州市 | 白雲区 |
| ｜        | ●         | ●         | 217    | 三元里駅       | 三元里站       | Sanyuanli                        | 1.41      | 21.86     | | 広東省広州市 | 白雲区 |
| △         | ●         | ●         | 216    | 広州駅         | 广州火车站     | Guangzhou Railway Station        | 1.03      | 20.45     | ■5号線 506 ■11号線（未開業） ■14号線（未開業） ■22号線（未開業） 中国国鉄 広州駅                      | 広東省広州市 | 越秀区 |
| ｜        | ●         | ●         | 215    | 越秀公園駅     | 越秀公园站     | Yuexiu Park                      | 0.90      | 19.42     | | 広東省広州市 | 越秀区 |
| ｜        | ●         | ●         | 214    | 紀念堂駅       | 纪念堂站       | Sun Yat-sen Memorial Hall        | 0.76      | 18.52     | ■13号線（未開業） ■24号線（未開業）                                                                   | 広東省広州市 | 越秀区 |
| △         | ●         | ●         | 213    | 公園前駅       | 公园前站       | Gongyuanqian                     | 1.26      | 17.76     | ■1号線 109                                                                                            | 広東省広州市 | 越秀区 |
| ｜        | ●         | ●         | 212    | 海珠広場駅     | 海珠广场站     | Haizhu Square                    | 1.05      | 16.50     | ■6号線 610                                                                                            | 広東省広州市 | 越秀区 |
| ｜        | ●         | ●         | 211    | 市二宮駅       | 市二宫站       | The 2nd Workers' Cultural Palace | 1.08      | 15.45     | ■28号線（未開業）                                                                                     | 広東省広州市 | 海珠区 |
| ｜        | ●         | ●         | 210    | 江南西駅       | 江南西站       | Jiangnanxi                       | 0.85      | 14.37     | | 広東省広州市 | 海珠区 |
| △         | ●         | ●         | 209    | 昌崗駅         | 昌岗站         | Changgang                        | 1.15      | 13.52     | ■8号線 819                                                                                            | 広東省広州市 | 海珠区 |
| ｜        | ●         | ●         | 208    | 江泰路駅       | 江泰路站       | Jiangtailu                       | 1.90      | 12.37     | ■11号線（未開業）                                                                                     | 広東省広州市 | 海珠区 |
| ｜        |           | ●         | 207    | 東暁南駅       | 东晓南站       | Dongxiaonan                      | 1.02      | 10.47     | ■10号線（未開業）                                                                                     | 広東省広州市 | 海珠区 |
| ｜        |           | ●         | 206    | 南洲駅         | 南洲站         | Nanzhou                          | 2.31      | 9.45      | ■広仏線 GF24                                                                                          | 広東省広州市 | 海珠区 |
| △         |           | ●         | 205    | 洛渓駅         | 洛溪站         | Luoxi                            | 1.17      | 7.14      | | 広東省広州市 | 番禺区 |
| ｜        |           | ●         | 204    | 南浦駅         | 南浦站         | Nanpu                            | 2.46      | 5.97      | | 広東省広州市 | 番禺区 |
| ｜        |           | ●         | 203    | 会江駅         | 会江站         | Huijiang                         | 2.27      | 3.51      | | 広東省広州市 | 番禺区 |
| ｜        |           | ●         | 202    | 石壁駅         | 石壁站         | Shibi                            | 1.24      | 1.24      | ■7号線 702                                                                                            | 広東省広州市 | 番禺区 |
| ▲         |           | ●         | 201    | 広州南駅       | 广州南站       | Guangzhou South Railway Station  | 0.00      | 0.00      | ■7号線 701 ■22号線 2203 ■仏山2号線 F227 中国高鉄 広州南駅 広肇都市間鉄道 番禺駅 広恵都市間鉄道 番禺駅 | 広東省広州市 | 番禺区 |

### 以前の路線

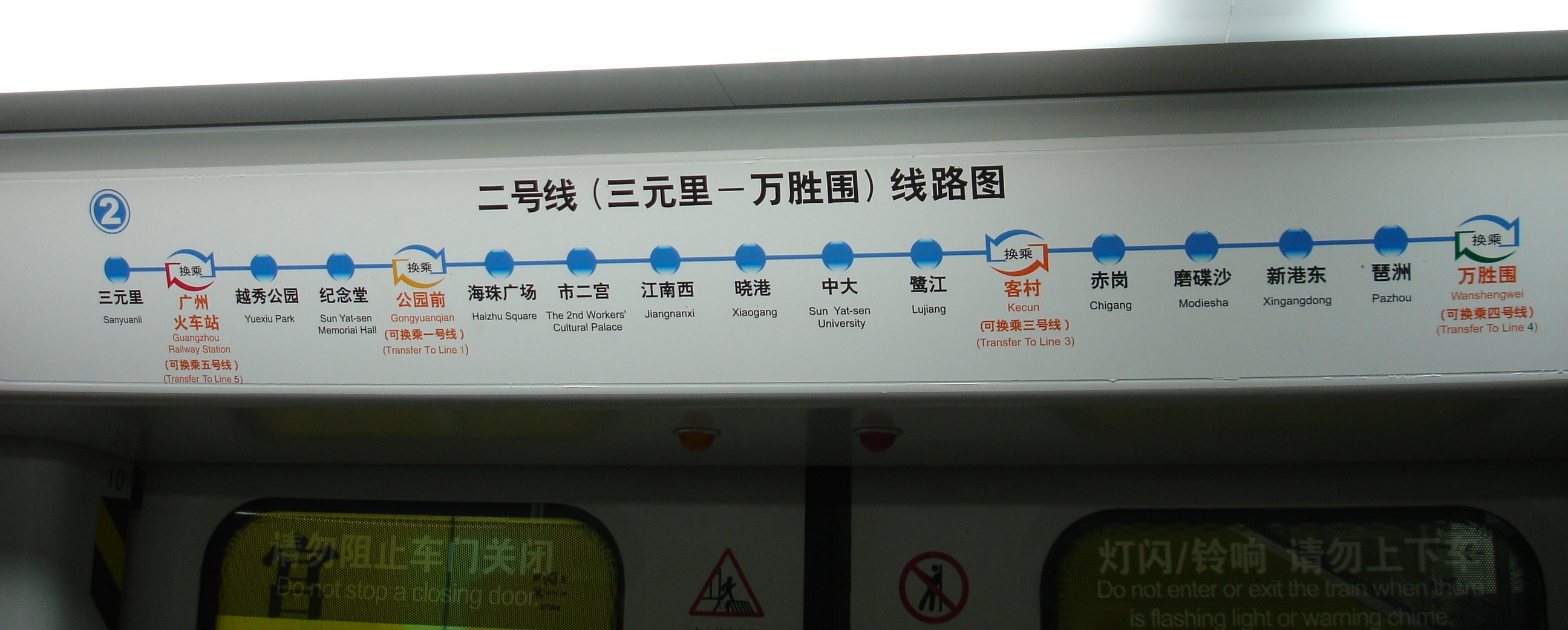

2005年12月26日から2010年9月21日までの路線である。（現在の駅ナンバーリングを表示）
三元里駅 217 - 広州駅 216 - 越秀公園駅 215 - 紀念堂駅 214 - 公園前駅 213 - 海珠広場駅 212 - 市二宮駅 211 - 江南西駅 210 - （仮連絡複線経由） - 暁港駅 820 - 中大駅 821 - 鷺江駅 822 - 客村駅 823 - 赤崗駅 824 - 磨碟沙駅 825 - 新港東駅 826 - 琶州駅 827 - 万勝囲駅 828

## 運転形態
全線各駅停車の通常運転列車は、2022年（令和4年）12月の時点で、嘉禾望崗駅と広州南駅を出発する初電はいずれも午前6時で、終電は夜11時30分である。
現在、通常運転列車以外、いくつかの快速列車が運転されている。駅・列車放送およびホームモニターで終点駅と到達時間が提示される。
- 平日朝7:30 - 9:30間、嘉禾望崗 - 江泰路間で2対1の割合で朝ラッシュ快速列車を運転。[20]
- 毎週日曜日に広州南駅始発嘉禾望崗行き回送列車を最終列車の後に2本運転。春運（帰省ラッシュ）後期や休日・祝日終わりの時期にも運転。[21]この快速列車は地下鉄の通常サービス終了後、国鉄・高鉄広州南駅に到着する旅客を運送するためである。停車駅では降車・出場のみで、乗車・乗換は不可。

停車駅は下記のみ。
広州南駅 201（始発） - 洛渓駅 205 - 昌崗駅 209 - 公園前駅 213 - 広州駅 216 - 嘉禾望崗駅 224

### 春運特別快速列車
毎年の春運期間に、広州駅周辺の流花地域では帰郷旅客が全日大量に集まる。特に2008年、雪害の影響により広州駅前広場ないし地下鉄駅構内で総計200万人超が滞在する事態に至った。再発防止のため、2009年から2015年まで、新港東駅の広州国際会議展覧センターで異地候車制が施行され、新港東 - 広州駅間の無料特別列車が運転された。
- 旧2号線時期では、夜ラッシュ後、夜8時から新港東始発広州駅行き春運特別直通快速列車を運転。新港東駅の1番線（当時三元里方面）・北コンコースが封鎖され、春運特別直通快速列車専用となる。直通快速列車は途中各駅を通過。三元里方面の通常各停列車は新港東駅を通過。

停車駅は下記のみ。（現在の駅ナンバーリングを表示）
新港東駅 826（始発） - （仮連絡複線経由） - 広州駅 216（到着）
- 路線切り替え後も、直通列車の運転が不可能であるため、8号線の鳳凰新村行き（当時）列車の最後尾3両と新2号線の嘉禾望崗行き列車の先頭3両が春運特別専用車両として指定され、相応のホーム区域および昌崗駅の乗り換え通路は封鎖され、春運特別専用となる。残りの車両・駅施設は通常運用。

2013年、春運特別専用車両の利用開始時間は夜9時に変更、専用車両は2両まで減少。
2014年、春運特別専用車両の利用開始時間は夜9時20分に変更。
停車駅は下記のみ。
8号線：新港東駅 826（始発） - 昌崗駅 819（乗換）
新2号線：昌崗駅 209（乗換） - 広州駅 216（到着）
- 2015年より、春運の異地候車制が施行停止のため、春運特別専用車両も指定されない。[18]

## 利用状況
かつて旧2号線は珠江南北旧市街を結ぶ唯一の地下鉄路線で、旧市街各中心部、広州駅などの交通の要衝、公園前、海珠広場、江南西路、広州国際会議展覧センターなどの商業地域および大量の住宅地域を通過するため、乗降者数が高騰になっていた。
路線切り替え後も、広州駅と広州南駅、ないし3号線を通じて間接的に広州白雲国際空港を接続し、乗降者数が減少することはなく、ラッシュ時の構内も列車も混雑しており、列車を待つ時間も長い。
2020年、2号線の1日1キロ平均乗降者数は2.92万人で、中国本土において広州地下鉄1号線に次ぐ2番目であった。2021年、2号線の1日平均乗降者数は101.91万人で、広州地下鉄3号線に次ぐ2番目であった。

## 使用車両
| 内部型番 | 製造所                   | 車両編成                  | 制造時間  | 列車数 | 使用期間                   |
| -------- | ------------------------ | ------------------------- | --------- | ------ | -------------------------- |
| A1       | アドトランツ＝シーメンス | 6A（Tcp+M1+M2+M2+M1+Tcp） | 1996-1997 | 6列    | 2002/12/29-？ 下线时间不明 |
| A2、A3   | 長客＝ボンバルディア     | 6A（Tc+Mp+M+M+Mp+Tc）     | 2002-2005 | 不明   | 2003年-2012年              |
| A4       | 中車株洲機車             | 6A（Tc+Mp+M+M+Mp+Tc）     | 2009-2010 | 27列   | 2010/01/18-                |
| A5       | 中車株洲機車             | 6A（Tc+Mp+M+M+Mp+Tc）     | 2011-2013 | 28列   | 2012/07/17 -               |

旧2号線開業当時、A2型列車が深刻な不足に陥るため、A2型列車が全数使用開始まで、1号線の一部A1型列車を旧2号線に臨時応援させた。現在A1型列車はすべて1号線で使用されている。A2、A3型型列車はA4、A5型列車使用開始後に1号線、8号線で使用するよう移行された。
現在、2号線全線では中車株洲機車が製造するA4、A5型列車を使用している。これらの列車は白を主色調とし、両側にそれぞれ濃い紫の飾り帯がある。A4型ではドアの上に折れ線LED路線図、A5型では赤いLED走字スクリーンと路線図が設けられている。
2020年8月、広州地下鉄は2号線に使用するA8型列車13列を調達。。
該当調達案件は中車長春客車が落札。現在、13 両の A8 列車はすべて 8 号線にあります。。。

## 今後の発展
広州南駅でも嘉禾望崗駅でも延伸できる条件はなく、現在2号線について新たな計画はない。